# Серпць
Серпць (пол. Sierpc/Сєрпц) — місто в центральній Польщі, біля річки Скрва, притоки Вісли.
Адміністративний центр Серпецького повіту Мазовецького воєводства.

## Демографія
Демографічна структура станом на 31 березня 2011 року:
|          | Загалом | Допрацездатний вік | Працездатний вік | Постпрацездатний вік |
| -------- | ------- | ------------------ | ---------------- | -------------------- |
| Чоловіки | 8957    | 1698               | 6444             | 815                  |
| Жінки    | 9861    | 1654               | 5992             | 2215                 |
| Разом    | 18818   | 3352               | 12436            | 3030                 |